# Finn Alnæs
Finn Alnaes (Bærum, 20 gennaio 1932 – Lillehammer, 3 novembre 1991) è stato uno scrittore norvegese.
Fu autore satirico e brillante.

## Opere
- Koloss 1963
- Gemini 1968
- Festningen faller 1971
- Svart snø 1976
- Naturkatedral 1976
- Musica 1978
- Dynamis 1982
- Restdjevelens karneval 1992 (postumo)